# Eurytion (arkadischer Kentaur)

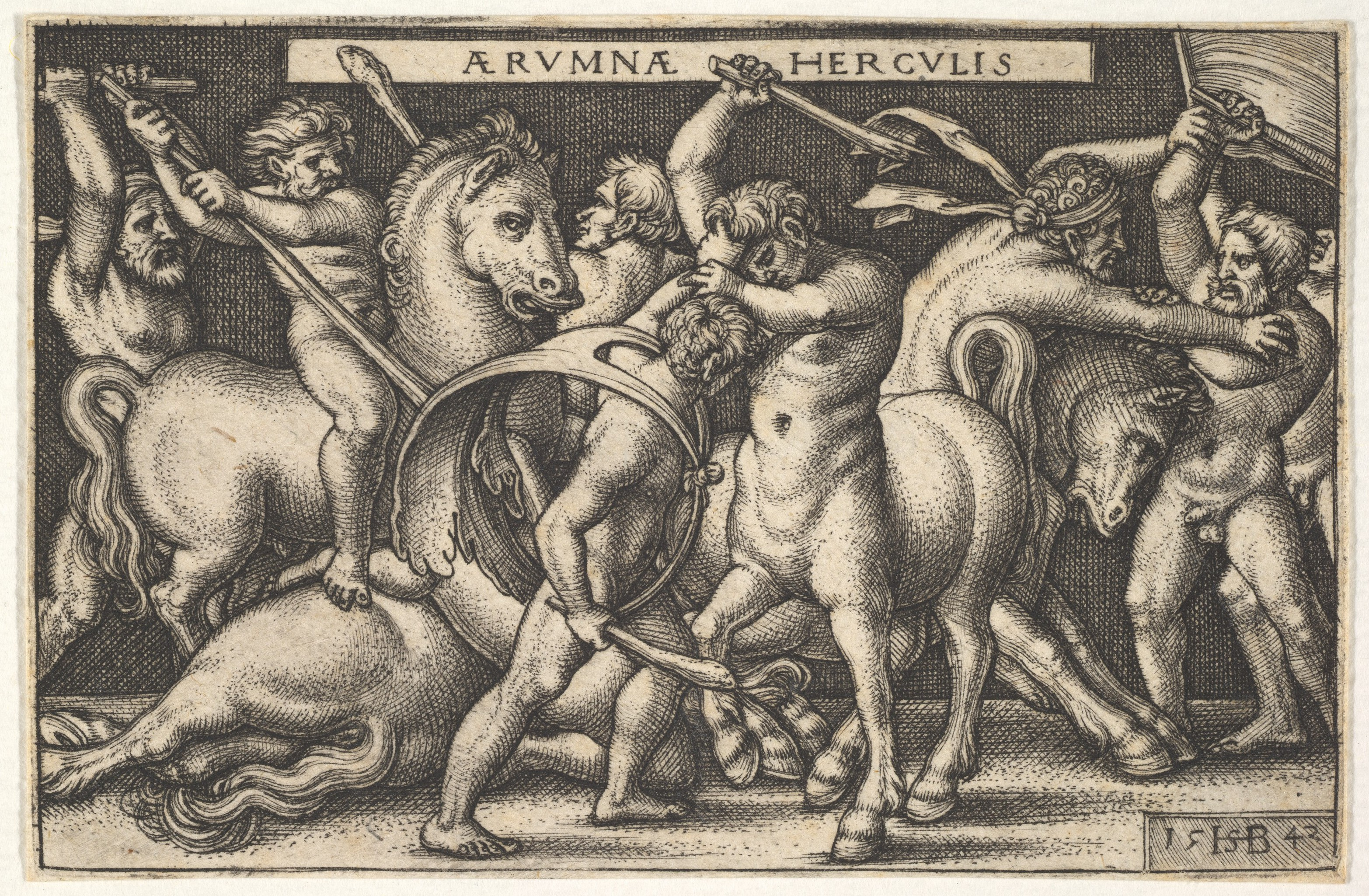
Herakles im Kampf gegen Kentauren

Eurytion (altgriechisch Εὐρυτίων Eurytíōn) oder Eurythion ist ein Kentaur der griechischen Mythologie.
Eurytion versuchte den olenischen König Dexamenos dazu zu zwingen, ihm seine Tochter Deïaneira, Mnesimache oder Hippolyte zur Frau zu geben. Herakles gelang es jedoch den Kentaur zu töten, bevor es zu einer Heirat kam.